# Emil Cedercreutz

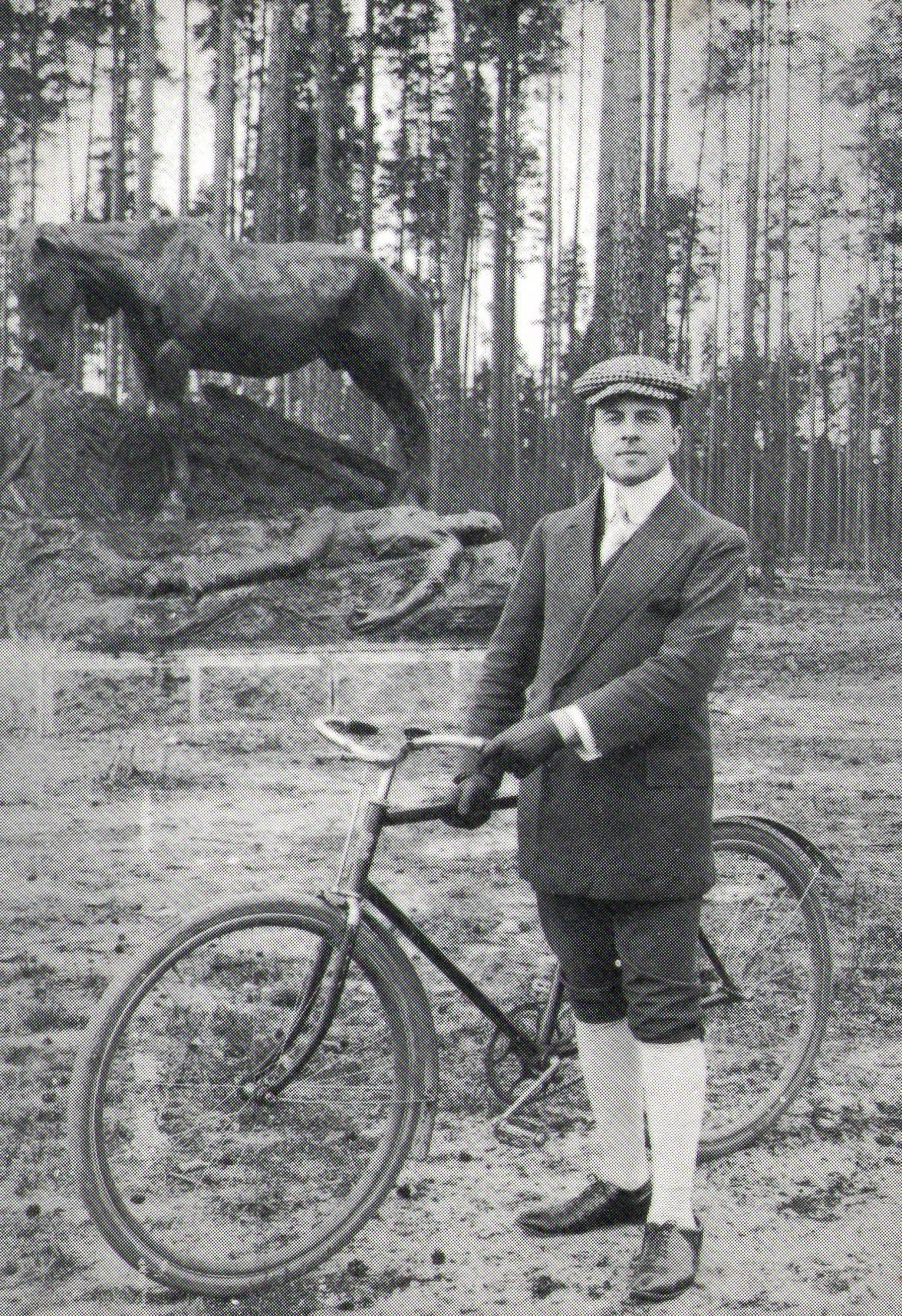
Emil Cedercreutz omkring 1910

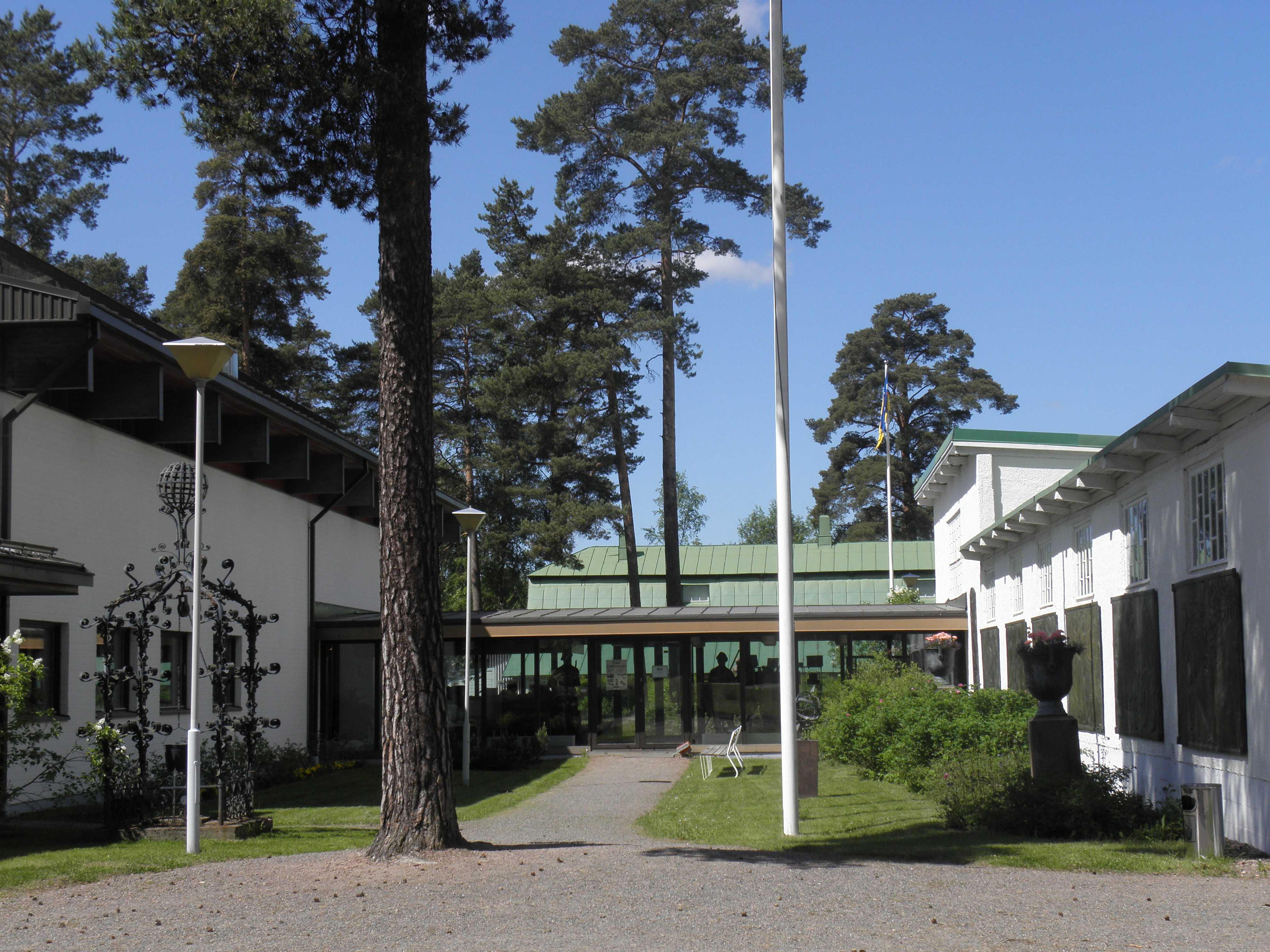
Emil Cedercreutz-museet i Harjavalta

Emil Herman Robert Cedercreutz, född 16 maj 1879 i Kjuloholm, död 28 januari 1949, var en finlandssvensk friherre, skulptör och silhuettklippare. Han är främst ihågkommen för sina hästskulpturer. Han var farbror till arkitekten Jonas Cedercreutz.
Emil Cedercreutz studerade på Konstuniversitetets Bildkonstakademi i Helsingfors och senare i Bryssel, Rom och Académie Julian i Paris där han studerade för Auguste Rodin. På 1910-talet återvände han sitt hemtrakter i Satakunda och byggt en ateljé vid Kumo älv i kommunen Harjavalta. Idag är det känt som Emil Cedercreutz-museet.

## Utmärkelser
- Kommendör av Italienska kronorden,  1928[10]
- Kommendör av Kronorden,  1932[10]
- Riddare av 1. klass av Vasaorden,  1933[10]
- Riddartecknet av I klass av Finlands Vita Ros’ orden,  1938[10]

[Redigera Wikidata]

### Lyrik och prosa
- Typer 1–2. Helsingfors: Schildt. 1917–1919. Libris 1255822
- Blomstervägen. Helsingfors. 1919. Libris 1978992
- Starka människor. Helsingfors: Söderström & Co. 1920. Libris 2497374
- I ödets gunga. Helsingfors: Söderström & C :o. 1922. Libris 2497371
- När det skymmer: Dikter. Åbo: Bro. 1945. Libris 1813028

### Varia
- En bilderbok för ung och gammal: Siluetter klippta. Hfors. 1900. Libris 2497368
- Dikter om kvinnor: Silhuetter klippta af Emil Cedercreutz. Hfors. 1901. Libris 2497369
- Häststudier i skulptur och klippning. Hfors. 1902. Libris 2497370
- Silhouetter 1-2: Klippta af E. Cedercreutz. Hfors. 1916. Libris 2497372
- På båda sidor om fronten. Helsingfors: Schildt. 1918. Libris 3103858
- Yksinäisyyttä ja ihmisvilinää: Muistelmia. Satakunnan kirjallisen kerhon julkaisuja, 6. Jyväskylä. 1939. Libris 2294147
- Det spanska blodet: Glimtar ur en familjekrönika. Helsingfors: Schildts. 1942. Libris 2497373
- Cirkusliv i Norden. Åbo: Förl. Bro. 1946. Libris 8223968

## Verk i urval
- Äestäjä, Björneborg (1920)
- Moderskärlek, Helsingfors (1930) [12]
- Mannen vid ratten, Mariehamn (1936)
- Satakundas björn, Björneborg (1938)
- Kylväjä. Harjavalta (1928, avtäcktes 1969)
- Arcum tendit Apollo, Helsingfors (1917, avtäcktes 2001)

## Bildgalleri

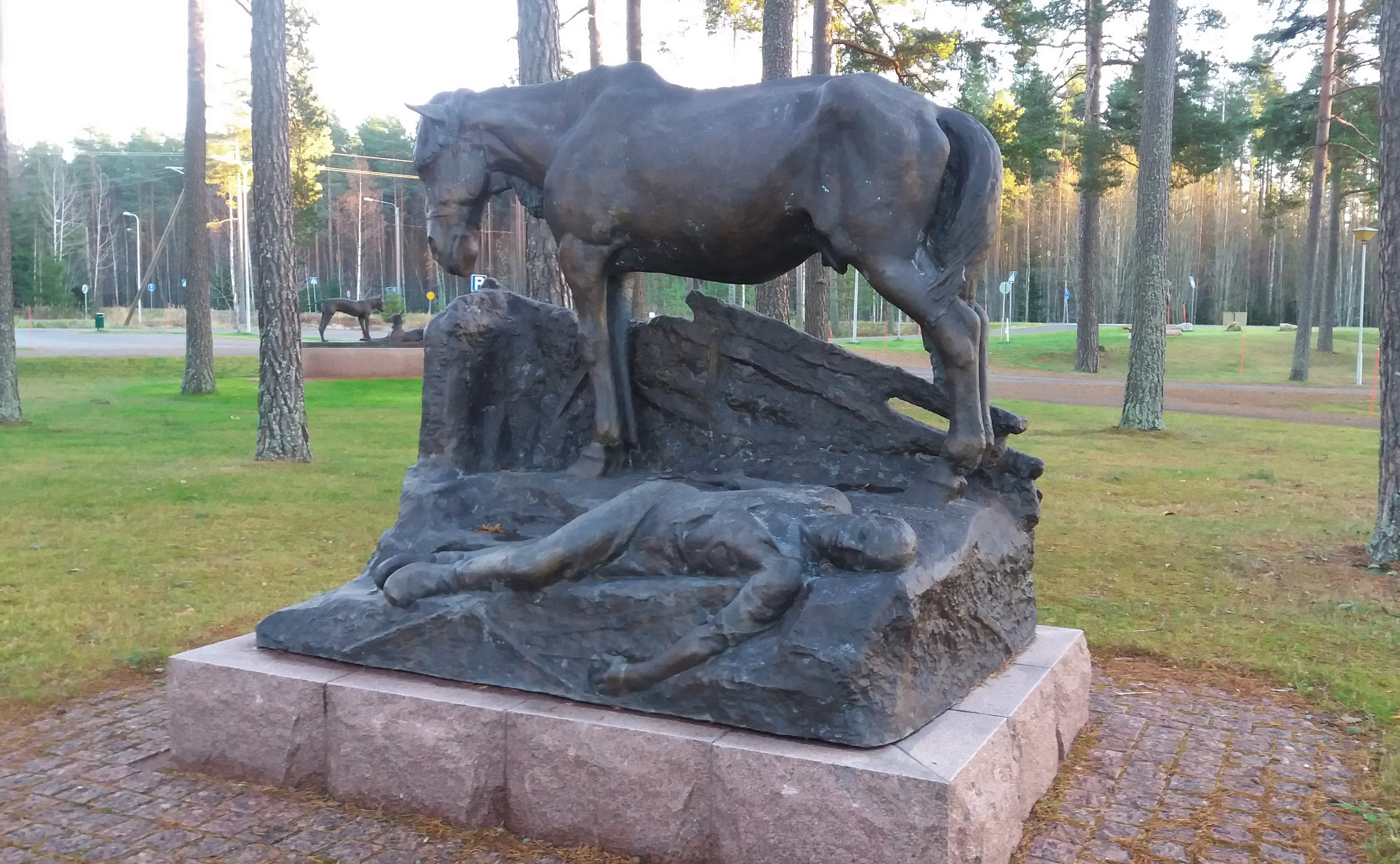
Aprés la tâche, 1904
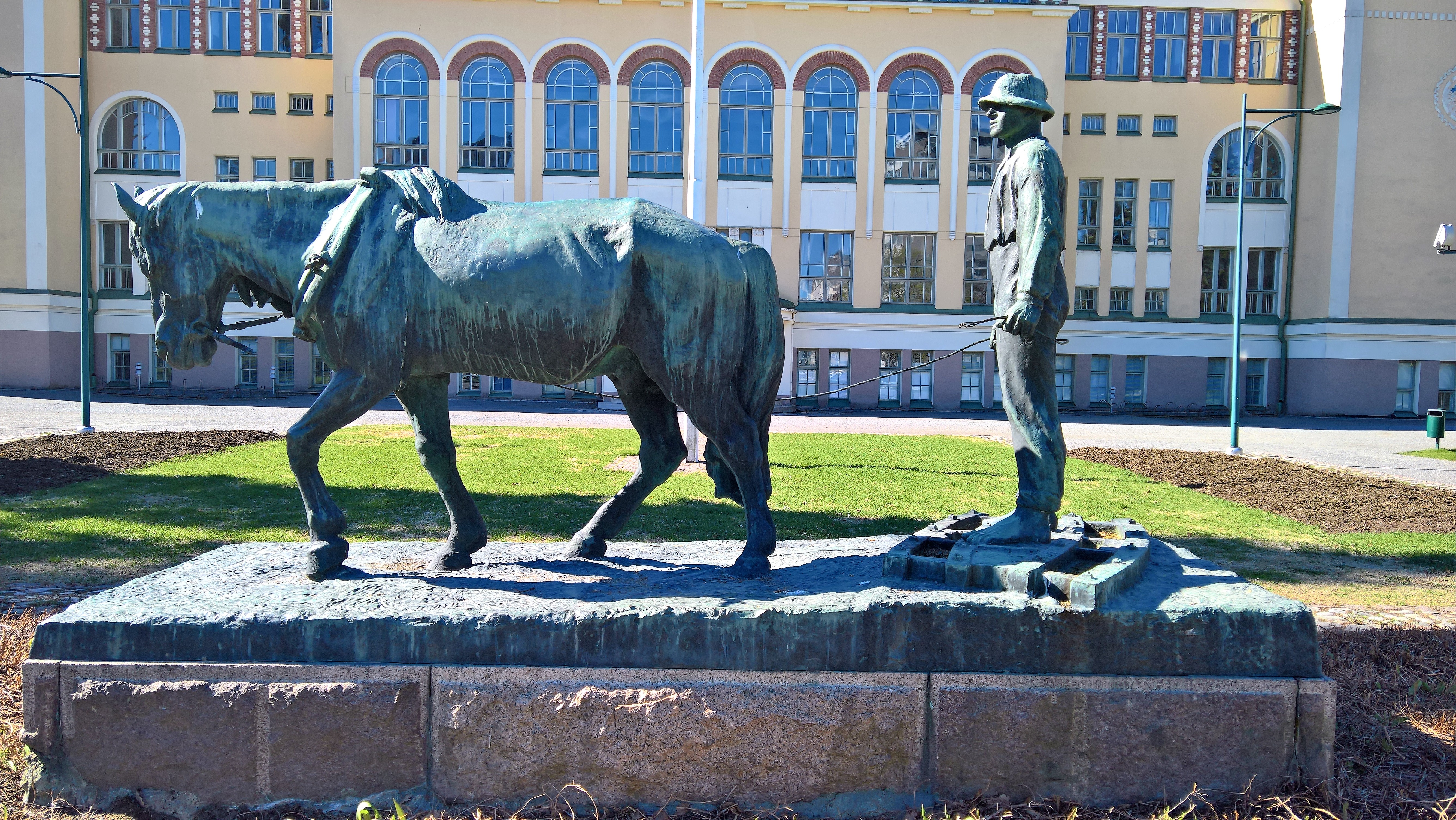
Harven, 1920
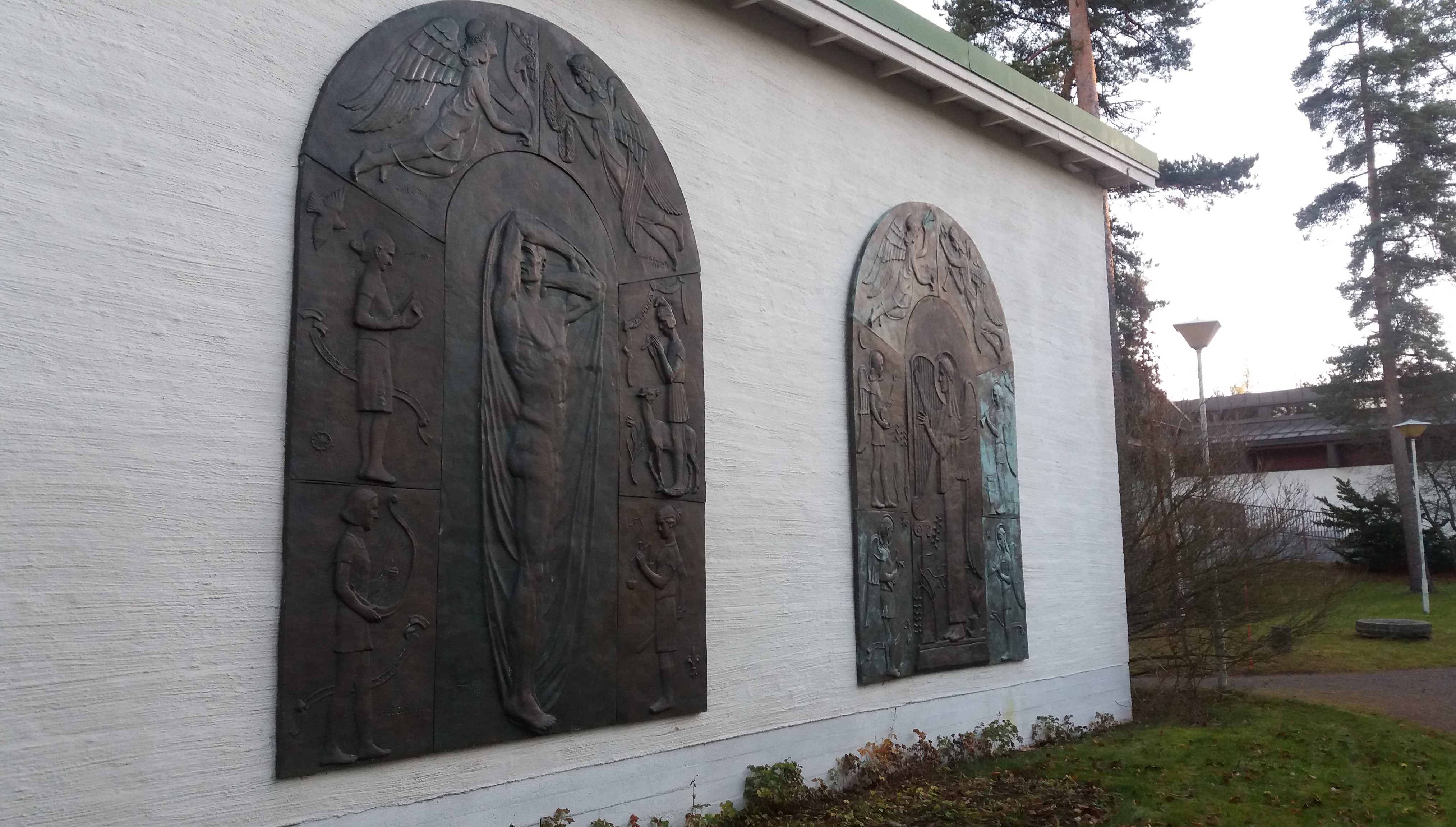
Relieferna Tiden och Evighet, 1920
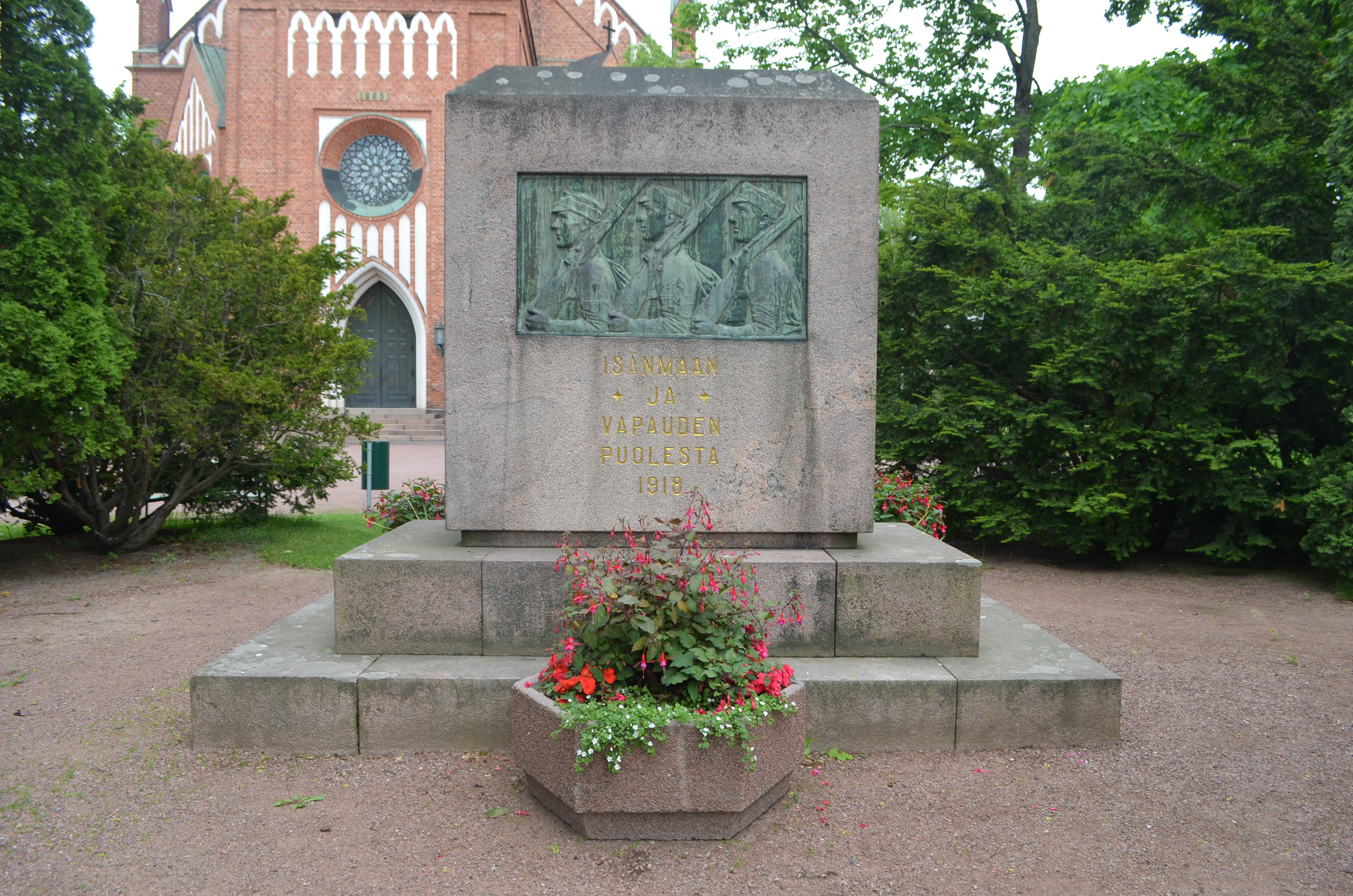
Minnesmärke över döda i finska inbördeskriget vid Centrala Björneborgs kyrka, 1920
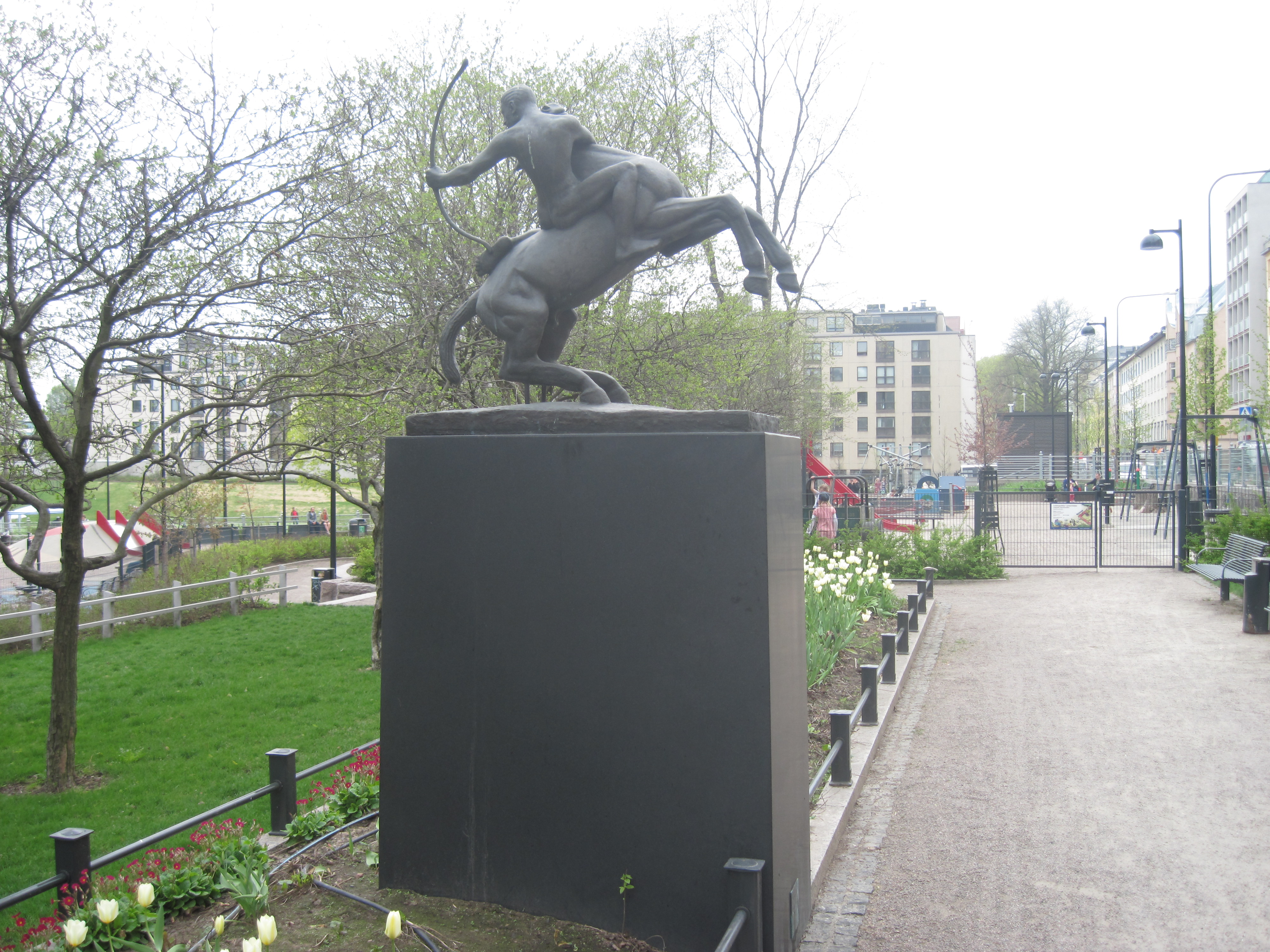
Arcum Tendit Apollo, 1924, Helsingfors
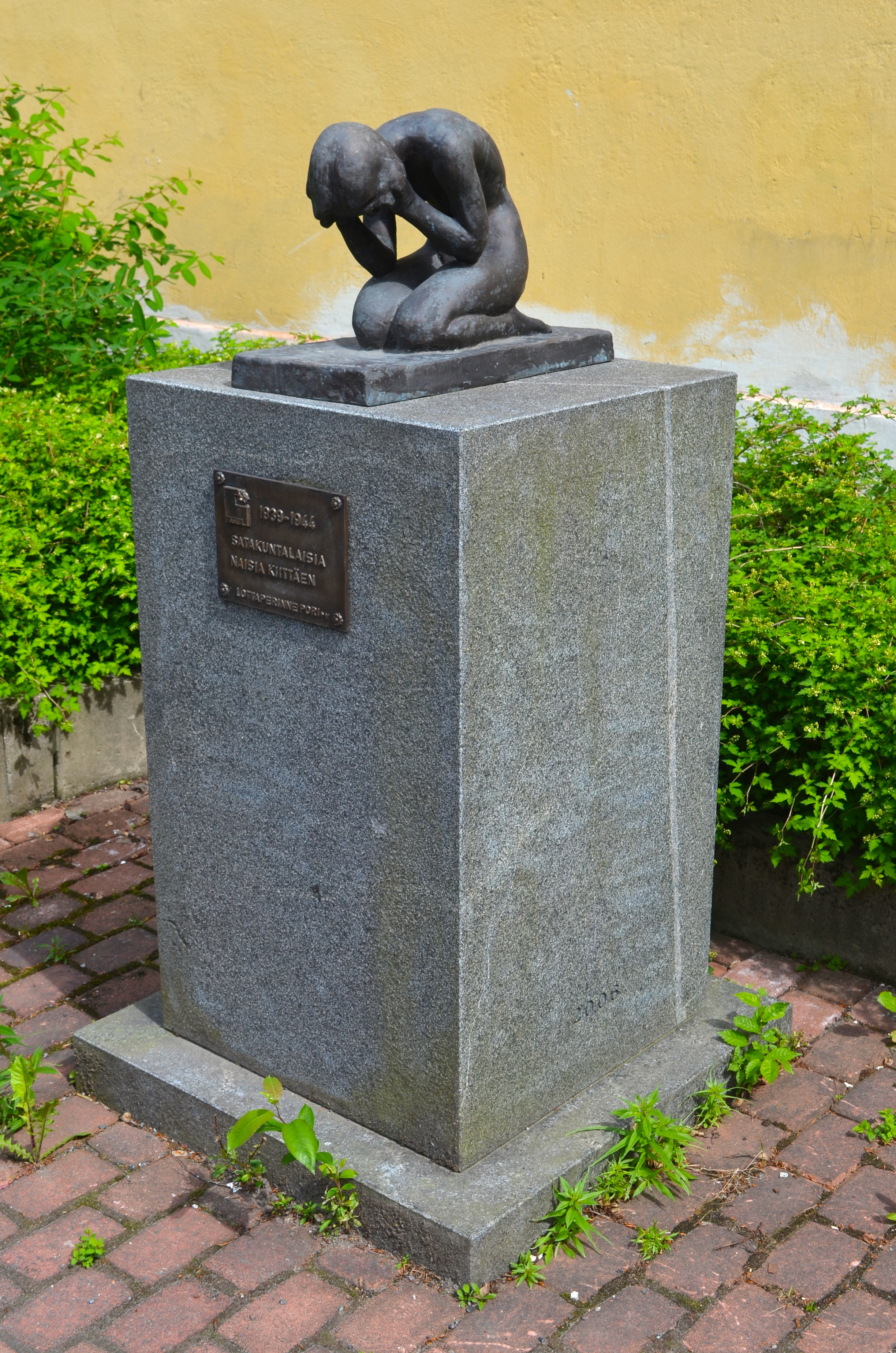
Gråtande flicka, 1928
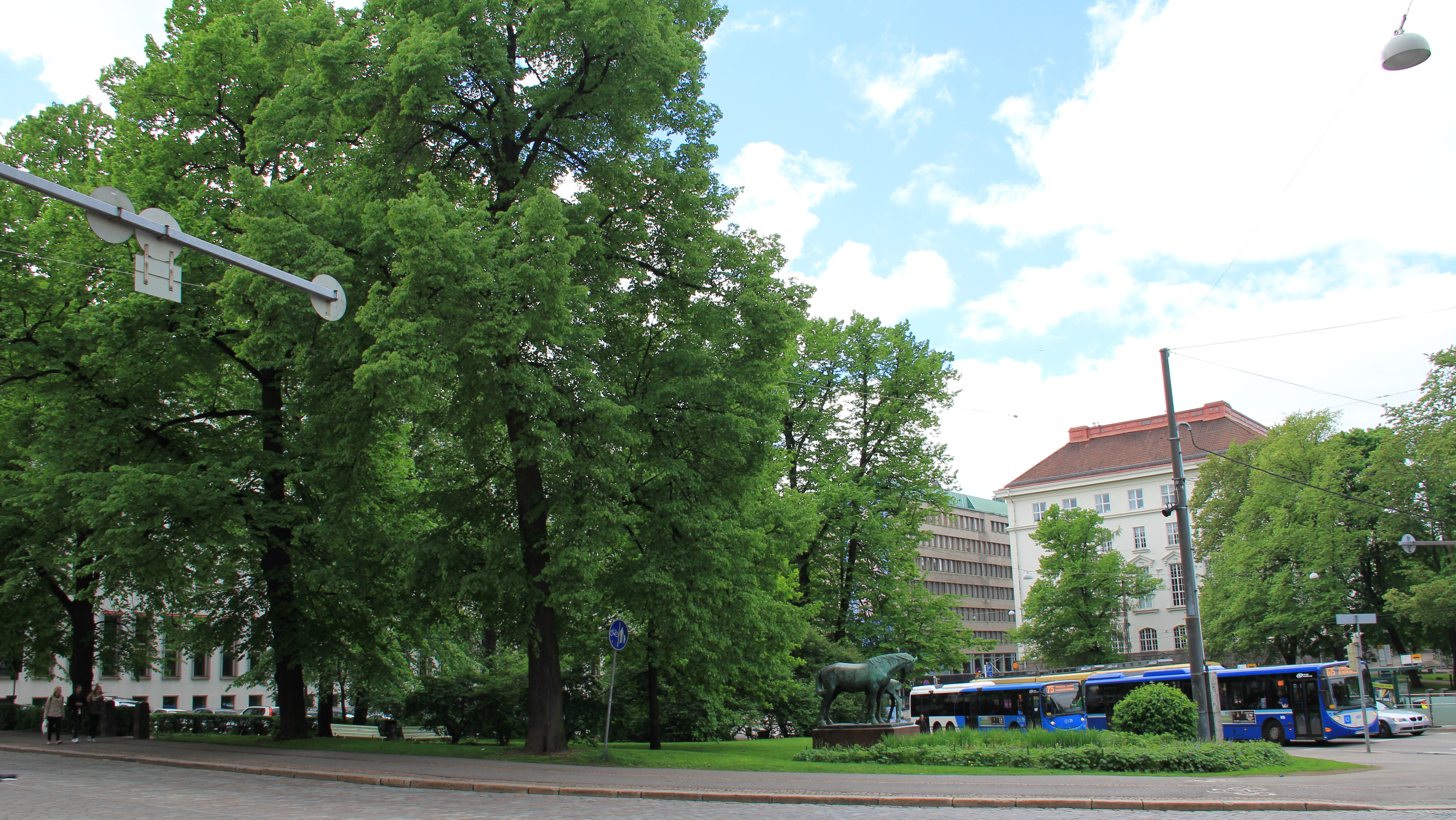
Moderskärlek, 1928